# Aldo Cruz
Aldo Jafid Cruz Sánchez (ur. 24 września 1997 w Morelii) – meksykański piłkarz występujący na pozycji lewego obrońcy, od 2024 roku zawodnik Atlético San Luis.